# Adam Siao Him Fa
Adam Siao Him Fa (Bordeaux, 31 gennaio 2001) è un pattinatore artistico su ghiaccio francese.

## Biografia
È il più giovane di quattro fratelli. I suoi genitori Daniel e Patricia sono originari di Mauritius ed emigrarono in Francia all'inizio degli anni ottanta. Il padre è anestesista e rianimatore.

### Gli esordi
Ha iniziato a praticare il pattinaggio su ghiaccio nel 2005 a Villenave d'Ornon, nei pressi di Bordeaux, con gli allenatori Valérie Sou, Cornelia Paquier, Nathalie Depouilly e Laurent Depouilly. Dal 2011 ha iniziato ad allenarsi a Tolosa perché la pista di pattinaggio di Villenave d'Ornon non era più operativa. Qui è stato allenato da Rodolphe Maréchal e Baptiste Porquet. Ha debuttato a livello di junior nel marzo 2013 e ha vinto il titolo francese di categoria nel marzo 2014.
Ha iniziato a gareggiare a livello internazionale junior nell'ottobre 2015. Ha partecipato ai Giochi olimpici giovanili di Lillehammer 2016. Il suo debutto all'ISU Junior Grand Prix (JGP) è avvenuto nell'agosto 2016. Ha poi preso parte al Festival olimpico invernale della gioventù europea di Erzurum 2017.
Nel settembre 2017 ha iniziato ad allenarsi con Brian Joubert a Poitiers. Ha concluso al nono posti nei suoi due Gran Premi juniores, quarto nei campionati francesi senior 2018, poi diciassettesimo nei campionati mondiali juniores a Sofia.

### Stagione 2018-2019
Durante la stagione 2018-2019, ha preso parte a due ISU Junior Grand Prix, che gli hanno permesso di qualificarsi per la finale a Vancouver, in Canada, dove ha ottenuto il quarto posto. È poi diventato vicecampione d'élite di Francia a Vaujany dietro a Kévin Aymoz. 
Ha esordito ai campionati europei a Minsk 2019, classificandosi 12º. Lo stesso anno ha partecipato al suo secondo campionato mondiale juniores a Zagabria in cui è giunto 6°.

### Stagione 2019-2020
Agli europei di Graz 2020 è riuscito a qualificarsi alla finale grazie al 24º posto, l'ultimo disponibile, nel programma corto. Ha poi completato la gara all'11º posto. Nel finale della stagione ha ottenuto il 7º posto ai mondiali juniores 2020 disputati a Tallinn.
Ha cambiato allenatore il 28 maggio 2020, decidendo di unirsi a Laurent Depouilly a Courbevoie.

### Stagioni 2020-2022
L'insorgere dell'emergenza sanitaria causata dalla pandemia di COVID-19 ha condizionato l'intera stagione 2020-2021, con la cancellazione di diversi eventi internazionali.
Nella stagione 2021-2022 ha gareggiato al Trofeo CS Lombardia 2021, dove ha vinto la medaglia d'argento e stabilito tre nuovi record personali. Ha partecipato al CS Nebelhorn Trophy 2021, vincendo la medaglia d'argento che gli ha garantito un posto ai Giochi olimpici invernali di Pechino 2022, dove si è piazzato quattordicesimo nel singolo maschile.

## Palmarès
CS: Challenger Series; GP: Grand Prix; JGP: Junior Grand Prix
| Internazionali | Internazionali | Internazionali | Internazionali | Internazionali | Internazionali | Internazionali | Internazionali | Internazionali | Internazionali | Internazionali | Internazionali |
| Evento | 2014–15        | 2015-16        | 2016-17        | 2017-18        | 2018-19        | 2019-20        | 2020-21        | 2021-22        | 2022-23        | 2023-24        | 2024-25        |
| --- | -------------- | -------------- | -------------- | -------------- | -------------- | -------------- | -------------- | -------------- | -------------- | -------------- | -------------- |
| Olimpiadi |                |                |                |                |                |                |                | 14°            |                |                |                |
| Campionati mondiali |                |                |                |                |                |                |                | 8°             | 10°            | 3°             | 4°             |
| Campionati europei |                |                |                |                | 12°            | 11°            |                |                | 1°             | 1°             | 3°             |
| GP Finale |                |                |                |                |                |                |                |                |                | 4°             | R              |
| GP Cup of China |                |                |                |                |                |                |                |                |                | 1°             | 3°             |
| GP Trophée Eric Bompard |                |                |                |                |                |                | C              | 8°             | 1°             | 1°             | 1°             |
| GP NHK Trophy |                |                |                |                |                |                |                |                | 5°             |                |                |
| GP Skate America |                |                |                |                |                |                |                | 9°             |                |                |                |
| CS Cup of Nice |                |                |                |                |                |                |                |                |                |                | 1°             |
| CS Alpen Trophy |                |                |                |                | 7°             |                |                |                |                |                |                |
| CS Golden Spin |                |                |                |                |                | 7°             |                | R              |                |                |                |
| CS Ice Star |                |                |                |                |                | 3°             |                |                |                |                |                |
| CS Lombardia Trophy |                |                |                |                |                |                |                | 2°             | 1°             |                |                |
| CS Nebelhorn Trophy |                |                |                |                |                |                |                | 2°             |                | 1°             |                |
| Challenge Cup |                |                |                |                |                |                | 3°             |                |                |                |                |
| Cup of Nice |                |                |                |                |                |                |                |                | 1°             | 1°             |                |
| Shangai Trophy |                |                |                |                |                |                |                |                |                | 1°             |                |
| Sonja Henie Trophy |                |                |                |                |                |                |                |                |                |                | 1°             |
| Internazionali: Junior |                |                |                |                |                |                |                |                |                |                |                |
| Campionati mondiali |                |                |                | 17°            | 6°             | 7°             |                |                |                |                |                |
| Giochi olimpici giovanili |                | 10°            |                |                |                |                |                |                |                |                |                |
| JGP Final |                |                |                |                | 4°             |                |                |                |                |                |                |
| JGP Armenia |                |                |                |                | 1°             |                |                |                |                |                |                |
| JGP Canada |                |                |                |                | 3°             |                |                |                |                |                |                |
| JGP Croazia |                |                |                | 9°             |                | 8°             |                |                |                |                |                |
| JGP Estonia |                |                | 12°            |                |                |                |                |                |                |                |                |
| JGP Francia |                |                | 14°            |                |                | R              |                |                |                |                |                |
| JGP Italia |                |                |                | 9°             |                | 5°             |                |                |                |                |                |
| Festival olimpico della gioventù europea |                |                | 7°             |                |                |                |                |                |                |                |                |
| Cup of Nice |                | 4°             | 2°             |                |                |                |                |                |                |                |                |
| Tallinn Trophy |                | 7°             |                |                |                |                |                |                |                |                |                |
| Nazionali |                |                |                |                |                |                |                |                |                |                |                |
| Campionati francesi |                | 8°             | 8°             | 4°             | 2°             | 2°             | 2°             | 2°             | 1°             | 1°             |                |
| Campionati francesi junior | 6°             | 4°             | 1°             | 2°             | 1°             | 1°             |                |                |                |                |                |
| Gare a squadre |                |                |                |                |                |                |                |                |                |                |                |
| World Team Trophy |                |                |                |                | 4° S 12° P     |                | 5° S 8° P      |                | 5° S 9° P      |                | 4° S 3° P      |
| J = Junior; A = Assegnato; R = Ritirato; C = Evento Cancellato S = Risultato della squadra; P = Risultato personale; Medaglie assegnate solo per il risultato della squadra |                |                |                |                |                |                |                |                |                |                |                |